# Coup de grisou du charbonnage du Many
Le coup de grisou du charbonnage du Many, survenu le 24 octobre 1953 dans la matinée, est un accident minier dû à un coup de grisou qui a eu lieu dans la commune de Seraing, près de la ville de Liège en Belgique.
Cet accident a coûté la vie à vingt-six personnes, qui sont également surnommées « gueules noires », et en a blessé au moins quatorze. Il s'agit de l'un des incidents miniers qui ont suscité le plus d'émoi dans le bassin charbonnier liégeois après la Seconde Guerre mondiale ; il a d'ailleurs accéléré la fermeture du charbonnage, survenue dans les jours qui ont suivi.

## Charbonnage du Many

### Historique
Au moment de l'incident, le charbonnage du Many est l'un des charbonnages faisant partie de la Société anonyme d'Ougrée-Marihaye, une société datant de 1835 et issue de la fusion entre la Société anonyme d'Ougrée et la Société anonyme des charbonnages de Marihaye. Elle comprend cinq sièges principaux, à savoir le siège de Fannys, de Veille Mathiaye, de la Boverie, d'Yvoz et du Many. Toutefois, le charbonnage du Many existait avant la Société anonyme d'Ougrée-Marihaye puisqu'il prend racine en 1826.

### Après la Seconde Guerre mondiale
On observe, au sein du charbonnage du Many, une forte présence italienne, qui s'explique par le fait que la Belgique, de novembre 1945 à novembre 1946, engage une main-d'œuvre composée de prisonniers de guerre allemands, mais pour rester fidèle aux valeurs de liberté qu'elle prône, la Belgique décide de les libérer pour les remplacer par des Italiens et des Baltes.
Après la Seconde Guerre mondiale, les installations n'ayant pas été détruites par les Allemands, la Société anonyme d'Ougrée-Marihaye décide de redémarrer ses usines à plein régime sans pour autant prendre la peine de moderniser ses infrastructures, en utilisant les prêts accordés par le plan Marshall.
Cependant, le charbonnage du Many, l'un des six sièges principaux de la Société anonyme d'Ougrée-Marihaye, qui était réputé comme l'un des plus sûrs, connait un incident mortel majeur. Cet incident a lieu au sein du puits du Many, une houillère de trois cents vingt mètres de profondeur faisant partie du siège du Many-Flémalle et située "à la hauteur du passage d'eau de Val-Saint-Lambert".
Le puits du Many ferme ses portes de manière anticipée, en octobre 1953 à la suite de cet incident mortel, la fermeture initiale étant prévue pour décembre de cette même année, en raison de l'épuisement des veines de charbon. La Société anonyme d'Ougrée-Marihaye aura du mal à se relever de cette catastrophe puisque le reste des exploitations de la société cessent leur activité l'année suivante, soit en 1954.

## Déroulement de l'accident
L'incident se déroule le 24 octobre 1953 dans la ville de Seraing, plus précisément dans le charbonnage du Many, où une violente explosion se produit, marquant à jamais l'histoire de cette ville. Bien que peu médiatisée, cette affaire aura un impact considérable sur la communauté locale. En effet, de nombreux habitants y perdent des proches et des amis, tandis que les mineurs survivants sont profondément traumatisés par l'événement.
Le matin du 24 octobre 1953, l'un des mineurs du charbonnage du Many prévient le chef des travaux qu'une légère fumée commence à se répandre, ce qui, de prime abord, ne présage rien de bon. A peine quelques heures plus tard, une explosion se produit effectivement et les secours sont alertés . Giovanni Carelle, un mineur qui, au moment des faits, remontait à la surface d'un autre puits non loin de là, affirme avoir aperçu vers treize heures plusieurs ambulances tentant de faire remonter à la surface les corps des victimes de cette tragédie plus ou moins grièvement blessés ou brûlés, voire sans vie.
Ainsi, à plus de 200 mètres de profondeur, l'éboulement, l'incendie, la fumée et les débris causés par l'accident rendent les conditions de travail des secouristes très difficiles. Il leur faudra vingt longues heures de travail acharné pour éteindre le feu et récupérer les corps des mineurs. Au départ, seuls  quatorze mineurs blessés et quatre morts sont remontés à la surface. Durant la nuit, le restant des corps des victimes de l'incident  sont  progressivement  dégagés des débris.
Par la suite, une enquête est mise en place afin de déterminer l'origine de cet événement. Il en résulte que l'incident a été déclenché par une lampe défectueuse servant à détecter le grisou, qui a provoqué l'explosion de nombreuses galeries,. Ainsi, il ressort de l’enquête que l’accident a été provoqué par faute de mise en application des réglementations en vigueur à cette époque en ce qui concerne la sécurité du travail dans les mines,.
Cette négligence, probablement favorisée par la fermeture de la mine prévue pour le mois de décembre qui approchait à grands pas ainsi que par la non modernisation des infrastructures, coûte la vie à vingt-six mineurs âgés entre vingt-et-un et cinquante-huit ans, dont quatorze italiens et douze belges,,. En outre, on dénombre également des mineurs blessés qui ont survécu à l'accident.

## Hommages
Quelques jours après la catastrophe, le comte de Launoyt, président du conseil d'administration d'Ougrée-Marihaye, ainsi que les dirigeants du charbonnage, accueillent le roi qui tenait  à se rendre sur les lieux de l’accident. Celui-ci échange avec plusieurs sauveteurs, parmi lesquels un rescapé qui avait réussi à protéger deux de ses camarades, pour ensuite également s'incliner devant les cadavres des défunts mineurs. À l'instar du roi, l'ambassadeur d'Italie, Monsieur Grazzi, s'incline devant les dépouilles de ses compatriotes.
Le 27 octobre 1953, les funérailles ont lieu, permettant aux victimes de l’incident et à leurs familles d'être soutenues par 75 000 personnes. La Croix-Rouge de Belgique leur apporte également son soutien en leur faisant un don de 100 000 francs.
À ce jour, une centrale électrique TGV remplace le charbonnage du Many,. Il ne reste donc plus aucune trace de celui-ci, à l'exception d'un premier monument installé dans la cour du Val Saint-Lambert depuis 1993 à la demande d'associations de mineurs et d'un second monument appelé “la Pierre du Souvenir”, une pierre rendant hommage aux victimes créée en 2003 car le Comité permanent des immigrés avait le sentiment que l'événement s'effaçait petit à petit de la mémoire de tous, y compris des habitants de Seraing.

## Victimes de l'accident
- Dumont Fernand (1895-1953)
- Spadina Ernesto (1908-1953)
- Tessaro Mario (1916-1953)
- Marchioni Primo (1917-1953)
- Minsoul Gaston (1922-1953)
- Fontana Vincenzo (1925-1953)
- De Faveri Natalino (1927-1953)
- Ardus Francesco (1906-1953)
- Piccoli Agostino (1910-1953)
- Franzen Albert (1924-1953)
- Ahn Pierre (1932-1953)
- Bawn Felix (1898-1953)
- Cundari Luigi (1902-1953)
- Levert Louis (1903-1953)
- Gasperini Dino (1904-1953)
- Bats Jan (1909-1953)
- Laloup Zephir (1911-1953)
- Servais Jean (1914-1953)
- Minella Rocco (1925-1953)
- Beduin Hubert (1898-1953)
- Jadoul Florent (1913-1953)
- Casarin Domenico (1902-1953)
- Mazza Sonino (1910-1953)
- Gatto Silvio (1923-1953)
- Baumont Armand (1904-1953)
- Lombardi Orazio (1922-1953)